# Святоцький Василь Олександрович

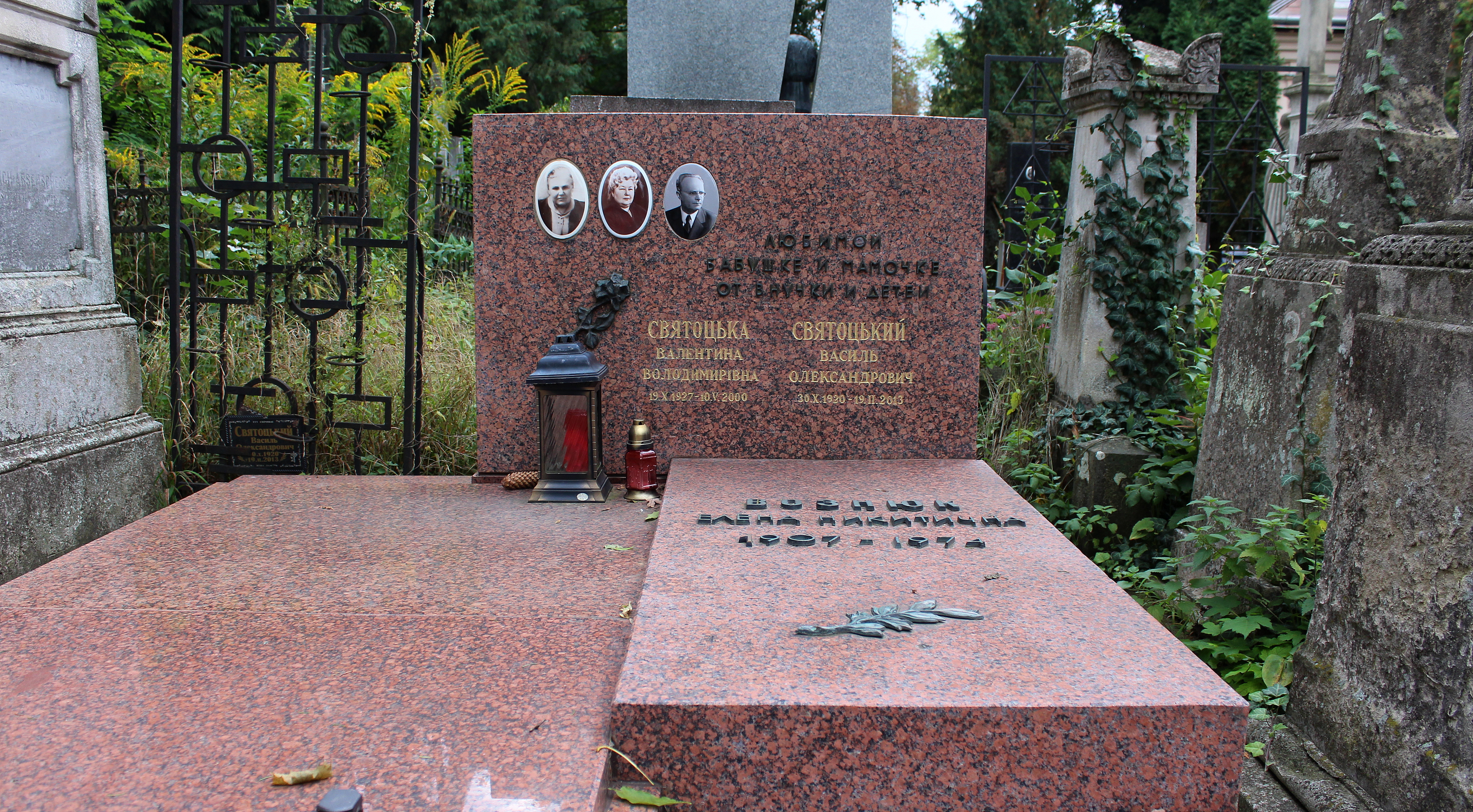

Василь Олександрович Святоцький (30 жовтня 1920, місто Малин, тепер Житомирської області — 19 лютого 2013, місто Львів) — український радянський і компартійний діяч, депутат Верховної Ради УРСР 9—11-го скликань. Член ЦК КПУ в 1976—1990 р.

## Біографія
Народився в родині залізничника. З 1940 року — технік дистанції колії Південно-Західної залізниці.
З 1941 року — на підпільній роботі, відповідальний секретар комсомольського бюро загону № 2 партизанської дивізії імені Щорса. Учасник німецько-радянської війни.
З 1944 року — технік, нормувальник дистанції колії Південно-Західної залізниці. З 1945 року — нормувальник, інженер, секретар парторганізації дистанції колії, інструктор, начальник сектора політвідділу, помічник начальника служби по кадрах Львівської залізниці.
Член ВКП(б) з 1946 року.
Закінчив Всесоюзний заочний інститут інженерів залізничного транспорту.
У 1961 — грудні 1962 року — старший інженер тресту «Львівжитлобуд»; заступник керівника групи державного контролю Ради Міністрів Української РСР по Львівській області.
27 грудня 1962 — грудень 1964 року — 1-й секретар Самбірського міського комітету КПУ Львівської області.
30 грудня 1964 — 13 березня 1970 року — 2-й секретар Львівського міського комітету КПУ.
У лютому 1970 — листопаді 1971 року — голова Львівської обласної ради професійних спілок.
20 листопада 1971 — 18 травня 1988 року — 2-й секретар Львівського обласного комітету КПУ.
З 1988 року — на пенсії в місті Львові. Помер 19 лютого 2013 року. Похований у гробниці на 7 полі Личаківського цвинтаря.

## Нагороди
- орден Жовтневої Революції
- орден Трудового Червоного Прапора (2.03.1981)
- два ордени «Знак Пошани»
- орден Дружби народів
- орден Вітчизняної війни 2-го ст. (6.04.1985)
- медалі
- Почесна грамота Президії Верховної Ради Української РСР (29.10.1980)